# Alana Cook
Alana Simone Cook (* 11. April 1997 in Worcester, Massachusetts) ist eine US-amerikanische Fußballnationalspielerin, die seit der Saison 2024 beim NWSL-Teilnehmer Kansas City Current unter Vertrag steht.

## Karriere

### Vereine
Cook begann mit dem Fußballspielen an der The Pennington School. Sie spielte von 2015 bis 2018 für das Team der Stanford University, die Stanford Cardinal. Seit 2017 war sie Team Captain der Cardinals. Von 2019 bis 2021 spielte sie für Paris Saint-Germain und gewann mit dem Team die französische Meisterschaft 2020/21. In der UEFA Women’s Champions League 2020/21 erreichte sie mit PSG das Halbfinale, schied dort aber nach einem 1:1 im Hinspiel, bei dem sie das Ausgleichstor schoss, und einer 1:2-Rückspielniederlage, bei der sie nicht eingesetzt wurde, gegen den späteren Sieger FC Barcelona aus.
Nachdem sie im Juni 2020 bereits kurzfristig für den NWSL Challenge Cup 2020 an OL Reign ausgeliehen war und in drei Spielen eingesetzt worden war, erhielt sie am 7. Juni 2021 einen Dreijahresvertrag mit Option auf ein weiteres Jahr bei OL Reign. In der Saison 2023 erreichte sie mit OL das Finale, das aber mit 1:2 gegen NJ/NY Gotham FC verloren wurde.
Im Juli 2024  wechselte sie während der laufenden Saison zu Kansas City Current, wo sie einen Dreijahresvertrag erhielt. Am 16. Mai 2025 zog sie sich beim Spiel gegen Orlando Pride einen Kreuzbandriss zu und fällt für den Rest der Saison aus.

### Nationalmannschaft
Im Jahr 2013 war sie Kapitänin der U-17-Mannschaft bei mehreren Spielen. Ab 2014 spielte sie für die U-20-Mannschaft und bereitete sich mit der Mannschaft auf die U-20-Fußball-Weltmeisterschaft der Frauen 2016 vor, wurde für das Turnier aber nicht nominiert. Ab 2017 spielte sie für die U-23-Mannschaft, deren Kapitänin sie 2019 war.
Aufgrund ihres englischen Vaters ist sie auch für England spielberechtigt und so erhielt sie im September 2019 eine Einladung des englischen Nationaltrainers Phil Neville, um am Training für zwei Länderspiele teilzunehmen. Einen Monat später erhielt sie die Einladung des US-Nationaltrainers für das Trainingscamp zur Vorbereitung auf zwei Spiele gegen Costa Rica und Schweden. Am 11. November 2019 stand sie dann auch gegen Costa Rica in der Startelf und spielte beim 6:0-Sieg bis zum Ende des Spiels mit. Sie kam dann aber erst im Januar 2021 zu ihrem nächsten Einsatz. Und obwohl sie beim 6:0-Sieg gegen Kolumbien wieder über 90 Minuten mitspielte, dauerte es zehn Monate bis zu ihrem nächsten Einsatz. Sie war zwar für den SheBelieves Cup 2021 nominiert, PSG verweigerte aber wegen der während der COVID-19-Pandemie geltenden Quarantäne-Bestimmungen die Freigabe. Beim anschließenden Freundschaftsspiel im April in Schweden saß sie nur auf der Bank. Auch bei drei Freundschaftsspielen im Juni kam sie nicht zum Zuge. Für die wegen der Pandemie um ein Jahr verschobenen und im Juli 2021 ausgetragenen Olympischen Spiele wurde sie nicht nominiert. Erst bei zwei Freundschaftsspielen in Australien im November wurde sie wieder eingesetzt und da auch wieder über die vollen Spielzeiten. 2022 wurde sie dann in acht Freundschaftsspielen, bei den drei Spielen des SheBelieves Cups und vier Spielen der CONCACAF W Championship 2022 eingesetzt, wobei sie immer in der Startelf stand und nur dreimal ausgewechselt wurde. Bei der CONCACAF W Championship gewann sie ihren ersten internationalen Titel und qualifizierte sich mit der Mannschaft für die WM in Australien und Neuseeland
Am 11. April 2023 erzielte sie ihr erstes Länderspieltor zum 1:0-Sieg gegen Irland. Am 21. Juni 2023 wurde sie für die WM-Endrunde nominiert. Bei der WM, bei der die US-Amerikanerinnen erstmals bereits im Achtelfinale ausschieden, kam sie nicht zum Einsatz. Nach der WM kam sie bei den vier Freundschaftsspielen gegen Südafrika und Kolumbien zum Einsatz, danach erst wieder bei einem Freundschaftsspiel gegen Brasilien im April 2025.

## Erfolge
- Französische Meisterschaft 2020/21
- Siegerin des 2022, 2023
- Siegerin der CONCACAF W Championship 2022